# BLU-82
La BLU-82 Commando Vault, indicata anche come "Daisy Cutter " (in italiano letteralmente: tagliamargherite) per la sua capacità di appiattire una sezione di bosco di circa 1500 m, era una bomba a caduta libera di produzione statunitense in dotazione alle loro forze armate dal 1970; nel 2008 è stata affiancata dalla MOAB.
Si tratta di una delle più potenti armi convenzionali mai utilizzate.
Caricata sugli aerei C-130, era sganciata con un paracadute per frenarne la caduta e permetterle di esplodere a circa un metro da terra grazie alla spoletta a percussione molto lunga. Consiste in una miscela liquida di alluminio e nitrato d'ammonio e una resina di polistirene che al contatto con l'aria prende fuoco rilasciando un'esplosione devastante.

## Impiego operativo
Utilizzata dagli statunitensi durante la guerra del Vietnam, nella guerra del Golfo e nella guerra contro al-Qāʿida in Afghanistan.

## Ordigni Simili
- Esiste una versione più potente chiamata BLU-118 dal raggio d'azione più vasto
- Recentemente le forze armate russe stanno sperimentando bombe simili.

## Media
- La bomba compare nel film del 1995 Virus letale (Outbreak), di Wolfgang Petersen.